# Цонка Консулова
Цонка Христова Консулова е българска морска биоложка, старши научен сътрудник II степен, доктор в Института по океанология при Българска академия на науките във Варна.

## Биография
Родена е на 28 август 1941 г. Ръководител е на секция Биология и екология на морето в Института по океанология при БАН. Научната ѝ дейност е в областта на морската екология, биоразнообразието на Черно море, марикултурите, морския зообентос, биологичен и екологичен мониторинг, устойчиво използване на морските ресурси, опазване на морските екосистеми, оценка на въздействието на околната среда.
Автор е на множество научни публикации в България и в чужбина.